# Talliomelano
Il talliomelano (simbolo IMA: Tml) è un minerale molto raro del supergruppo dell'hollandite e del gruppo della coronadite appartenente alla famiglia minerale degli "ossidi e idrossidi" con composizione chimica Tl(Mn4+7,5Cu2+0,5)O16.

## Etimologia e storia
Il nome è dovuto alla predominanza del tallio e alla relazione del minerale con il criptomelano e lo stronziomelano, altri due membri del gruppo della coronadite.
Il campione tipo del talliomelano è conservato presso il "Museo mineralogico, Facoltà di scienze della terra e gestione ambientale", dell'Istituto di scienze geologiche dell'Università di Breslavia, in Polonia con il numero di catalogo MMWr IV8025.

## Classificazione
Il talliomelano è stato approvato dall'Associazione Mineralogica Internazionale (IMA) nel 2021, pertanto non è presente nella nona edizione della sistematica dei minerali di Strunz, che è stata aggiornata dall'IMA fino al 2009.
Nell'edizione successiva, proseguita dal database "mindat.org" e chiamata Classificazione Strunz-mindat, i talliomelano è elencato nella classe "4. Ossidi (idrossidi, V[5,6] vanadati, arseniti, antimoniti, bismutiti, solfiti, seleniti, telluriti, iodati)" e nella sottoclasse "4.D Metallo:Ossigeno = 1:2 e simili"; questa è ulteriormente suddivisa in base alla dimensione dei cationi coinvolti e alla struttura del minerale, in modo che possa essere trovato nella sezione "4.DK Con cationi di grande dimensione (± cationi di media dimensione); strutture a tubo" dove forma il sistema nº 4.DK.K.

## Abito cristallino
Il talliomelano cristallizza nel sistema tetragonale nel gruppo spaziale I4/m (gruppo nº 87) con i parametri di reticolo a = 9,866(12) Å e c = 2,8721(4) Å, oltre a una unità di formula per cella unitaria.

## Origine e giacitura
Il talliomelano si forma per precipitazione da una miscela di salamoie contenenti cloro, bromo e iodio e acque interstiziali durante l'alterazione di un insieme di minerali solfuri in un clima da semiarido ad arido. Il tallio probabilmente viene trasportato da luoghi più in profondità lungo le fratture.
Il minerale è stato trovato associato a cuprite, malachite e iodargirite.
Il talliomelano è un minerale rarissimo ed è stato trovato in un solo sito, che è anche la sua località tipo, la cava "Zalas" situata a Gmina Krzeszowice nel voivodato della Piccola Polonia in Polonia.

## Forma in cui si presenta in natura
Il talliomelano si presenta in natura con aggregati fibrosi molto porosi di dimensioni inferiori ai 50 μm che riempiono piccole fratture all'interno delle rocce di tipo arenaria.
Gli aggregati di talliomelano hanno aspetto traslucido; il colore e lo striscio del minerale non sono ancora classificati.